# پشیطا

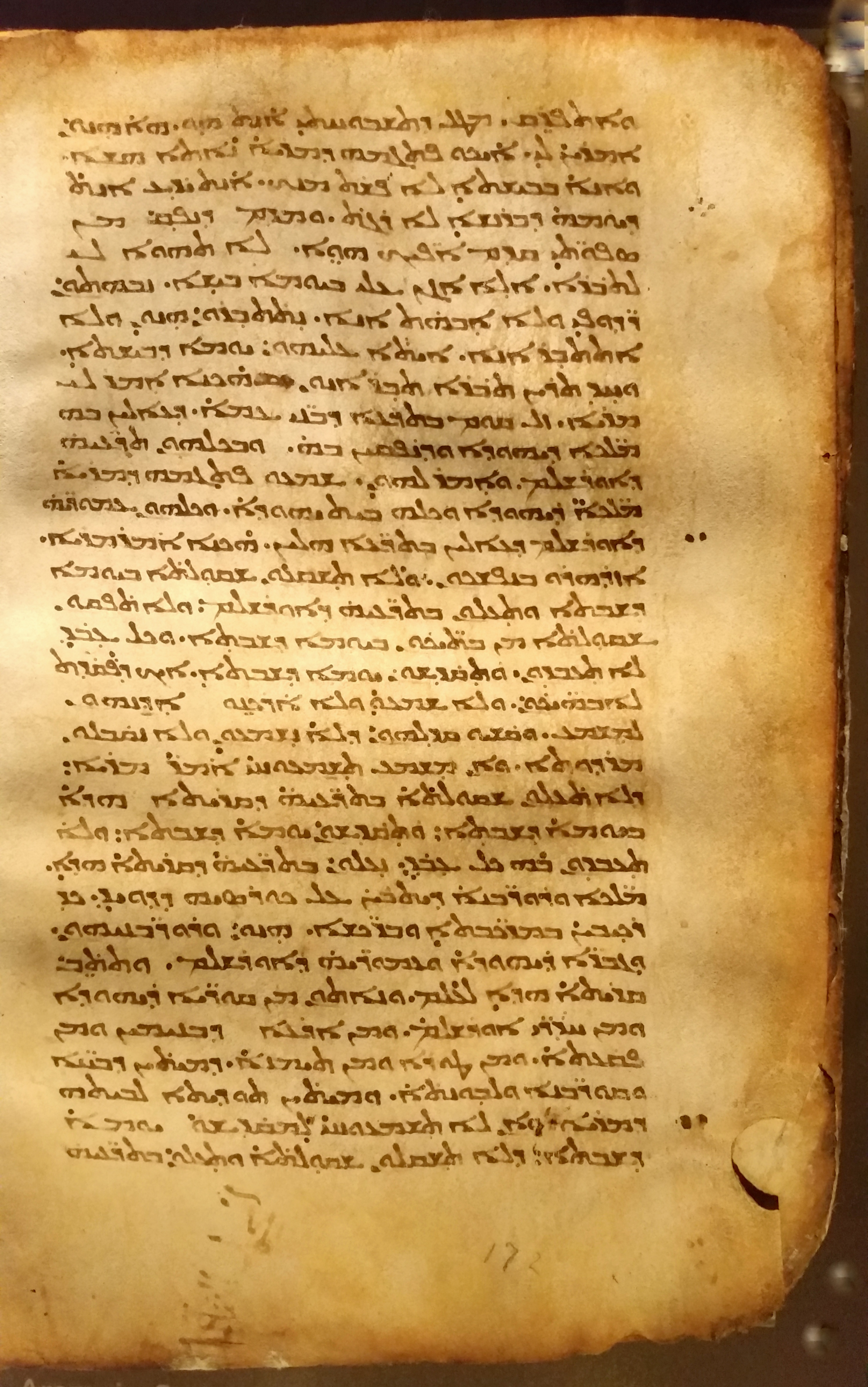
یک نسخهٔ خطی مربوط به قرن نهم

پشیطا یا پشیتا (به سریانی کلاسیک ܦܫܺܝܛܬܳܐ یا ܦܫܝܼܛܬܵܐ با آوانویسیِ pšīṭta)، نسخهٔ استانداردِ کتاب مقدس در کلیساهای سُنتِ سریانی شامل کلیسای مارونی، کلیسای کاتولیک کلدانی، کلیسای کاتولیک سریانی، کلیسای ارتدکس سریانی، کلیسای مستقل سریانی مالابر، کلیسای کاتولیک سریانی مالانکارا، کلیسای آشوری شرقی و کلیسای کاتولیک سریانی مالابار است.
اجماعِ دانش‌پژوهان بایبل، گرچه فراگیر نیست، بر این است که عهد عتیق پشیتا احتمالاً در سدهٔ دوم میلادی از عبری توراتی به سریانی و عهد جدید پشیتا، از یونانی به سریانی ترجمه شده‌است. این عهد جدید که در اصل، کتاب‌های مورد مناقشه (یعنی نامهٔ دوم پطرس، نامهٔ دوم یوحنا، نامهٔ سوم یوحنا، نامهٔ یهودا و مکاشفهٔ یوحنا) را نداشت، در اوایل سدهٔ پنجم، به یک متن استاندارد تبدیل شد. آن پنج کتاب حذف‌شده، دوباره به نسخهٔ هرقلی (۶۱۶ میلادی) که متعلق به توماس هرقلی بود، افزوده شدند.